# Кубанская рада
Куба́нская ра́да — политическая организация Кубанского казачьего войска, созданная в апреле 1917 года. После Октябрьской революции боролась против советской власти.
Была образована после Февральской революции как Кубанская войсковая рада (войсковой круг) казачьими делегатами областного съезда уполномоченных от населённых пунктов Кубани. В октябре 1917 года собралась в расширенном составе с участием представителей земельных собственников Кубани из неказачьих сословий, объявила о своём преобразовании из войсковой в краевую раду, учредила пост выборного войскового атамана, на который был избран А. П. Филимонов, и выделила из своего состава постоянно действующую Кубанскую законодательную раду. Кубанская краевая рада продолжала собираться для решения наиболее важных вопросов.
Законодательная рада в ноябре того же года избрала из своего состава краевое правительство, а 28 января 1918 года на землях бывшей Кубанской области провозгласила независимую Кубанскую народную республику со столицей в Екатеринодаре. В 1920 году прекратила существование.